# Säckfälla
Säckfälla (Cephalotus follicularis), är en tvåhjärtbladig växtart som beskrevs av Jacques-Julien Houtou de La Billardière. Cephalotus follicularis ingår i släktet Cephalotus och familjen Cephalotaceae. Inga underarter finns listade i Catalogue of Life.